# Peugeot
Peugeot [pežó] je francoski avtomobilski proizvajalec. Obrat ima tudi na Češkem in v Španiji. Poleg avtomobilov proizvajajo še kolesa, skuterje in drugo. Od začetka proizvodnje leta 1891 je bilo izdelanih več kot 40 milijonov avtomobilov.

## Začetki družinskega podjetja Peugeot
Leta 1810 je mlin v lasti družine Peugeot postal obrat za izdelavo žag ter valjanega jekla. K uspehu mlina je pripomogla tudi dobra geografska postavitev, izkoriščanje naravnih virov, odnosi z obrtniki in občutek družine Peugeot k stremenju za novimi tehnološkimi inovacijami.
Leta 1818 je sedaj že podjetje Peugeot registriralo zaščitno znamko za izdelovanje jeklenih izdelkov,pravtako pa se razširi tudi proizvodnja jeklenih izdelkov kot na primer 
žage, dleta, kladiva, mačete, sekire.
V tem obdobju se izoblikuje tudi njihov simbol, to je simbol leva, ki ponazarja moč, odpornost, fleksibilnost in hitrost, ki je značilna tudi za takratna Peugeotova rezila za žage. Karakteristike njihovih žag so povezali z neusmiljenimi levjimi čeljustmi. Asociacija je bila tako močna, da so od leta 1850 vse svoje izdelke že označevali z levjim likom in to še predno so uradno patentirali ta simbol.

## Rojstvo zaščitnega znaka leva
Leta 1858 je postal "kralj żivali" uradno emblem bratov Peugeot,ki sta v tistem času vodila to uspešno družinsko podjetje. Oznaka leva pa se uporablja še dandanes in je redna spremljevalka vseh Peugeotovih izdelkov.

## Začetek izdelovanja prevoznih sredstev
V začetku 80. let dvajsetega stoletja je podjetje Peugeot izdelalo tudi prvo Peugeot kolo le Grand bi ,ki pa je bil pravzaprav vizionarna ideja Armanda Peugeota. V koncu 80-ih pa na mednarodnem sejmu predstavijo kolesa širši javnosti in prodrejo na trżišče.
Leta 1889 Armand Peugeot lansira v prodajo tricikel, ki ga poganja motor na paro, naslednje leto izdelajo prvi štirikolesnik z Daimlerjevim dvo-cilindričnim motorjem in leta 1891 pride na trżišče prvi serijski avtomobil, ki so ga izdelali v 64 primerkih v obdobju 4 let! Peugeot pa postane uspešen tudi na področju kolesarskih dirk, kjer redno zmaguje. Novo stoletje je podjetju Peugeot prineslo prvo motorno kolo,bicikel z eno-cilindričnim motorjem in s takrat vrhunsko zmogljivostjo 25–40 km/h.
Po dobrem odzivu ljudstva in uspehu se leta 1910 odločijo in ustanovijo podjetje 
Kolesa in avtomobili Peugeot

## Začetek izdelovanja avtomobilov in kasnejši razvoj
Prvo Peugeot vozilo je bilo zasnovano leta 1889 kot kombinacija tricikla in parnega stroja generatorja in ko v prvih dvajsetih letih 20.toletja prevzame upravljanje podjetja energični Armand Peugeot, podjetje preraste v pravo industrijo. V času njegovega vodstva, natančneje leta 1912, Peugeot predstavi novo vozilo "bébé" Peugeot. Za tisti je bilo to izjemno moderno vozilo,ki pa ga je zasnoval pravtako znani Ettore Bugatti. V Peugeotu so poskrbeli za izvirno in odlično promocijo podjetja s cestnimi dirkami. Po smrti Armanda Peugeota v letu 1919, njegovo delo prevzame in enako zanesenjaško nadaljuje njegov nečak Robert Peugeot.
Prva svetovna vojna ne prinese nič dobrega, zemljepisna lega postavi Francijo v središče vojaške cone. Zaradi posledic vojn je primankovalo delovne sile pretrgani pa so bili tudi vsi stiki s poslovnimi partnerji ter ostalimi inženirji poleg tega pa so zaprli še meje med državami. Po vojni si Podjetje opomore in predstavi Quadrilette ozek dvosed in se tako reši pred neizogibnim propadom. Do leta 1930 proizvedejo več kot 60.000 tovrstnih vozil. Svetovna kriza pa je ponovno zahtevala nove prilagoditve trżišču. Koncem dvajsetih letih Peugeot lansira serijo 1 in avtomobil model 201 ki ga širši javnosti predstavijo na salonu v Parizu, do leta 1934 pa proizvede še zadnji model te serije 601, s katerim pa se začne tudi prvo soočanje z domačo in tujo konkurenco Renault,Citroen,Chrysler. Peugeot pa je że takrat povzročal preglavice konkurenci in se z njo uspešno tudi kosal. Svojo precej konzervativno tehnologijo je izboljšal s prihodom novega, bolj inovativnega duha, s prenovitvijo takratnih obstoječih modelov modelov 402, 601, 302, ter izdelalo lahki 402 ki je imel izgled modela 202,vgradili so tudi zmoglivejše motorje, začeli izdelovati športne verzije modelov,ter uporabili modernejši videz in sodobnejšo opremo v primerjavi s konkurenco.
Tudi druga svetovna vojnaje bila za podjetje huda preizkušnja. Kritična povojna leta so razlog za odločitev, da so se takrad odločili za razvoj enega samega modela in v delavnici Peugeot nastaja projekt 203. Tako imenovana serija 3 je imela izjemen komercialni uspeh in do predstavitve modela 404 leta 1960 so izdelali neverjetnih 686.000 vozil.Istega leta je podjetje izdalo tudi modela 204 in 504 katere različici kupe in kabriolet takrat oblikuje znani oblikovalec Pininfarina. Model Peugeot 205 dożivi velik prodajni uspeh, še posebno športna izvedenka 205 GTI. Z devetdesetimi leti pa Peugeot izda serijo 6 z modeli 106,306 leta 1993 in 806 leta 1994,ki je plod sodelovanja med holdingom PSA in Fiatom ter doprinese podjetju nove izkužnje pri oblikovanju in izdelavi enoprostorcev. V letu 1995 izdajo model 406 katero dopolni še različica 406 kupe, izdan leta 1997 pri katerem k oblikovanju ponovno povabijo oblikovalca Pinifarino. Sledi pa ji rojstvo modela 206 leta 1998, ki pa je postal prodajni hit ter megalomanska uspešnica povsod po svetu.

## Razvoj podjetja v mednarodnih merilih in ustanovitev skupine PSA Peugeot Citroen
Leta 1965 je bilo podjetje v razcvetu, tako postane holding pod imenom Peugeot S.A.
Skupini PSA se priključita Citroen 1976,ki ga je Peugeot rešil pred stečajem in propadom ter Chrysler Europe leta 1978,ki pa taisti holding kasneje zapusti zato se holding preimenuje v PSA Peugeot Citroen. Avtomobilska znamka Peugeot velja za drugo najstarejšo avtomobilsko znamko na svetu.

## Motošport
Tovarniško moštvo je pod imenom SA des Autos et Cycles Peugeot med sezonama 1901 in 1929 nastopilo na 118-ih dirkah za Veliko nagrado, na katerih je doseglo 24 zmag in 48 uvrstitev na stopničke. 

### Zmage
| Sezona | Dirka                          | Dirkač                    | Dirkalnik    | Poročilo |
| ------ | ------------------------------ | ------------------------- | ------------ | -------- |
| 1908   | Corsa delle Vetturette Torino  | Giosué Giuppone           | Lion-Peugeot | Poročilo |
| 1908   | Corsa delle Vetturette Madonie | Giosué Giuppone           | Lion-Peugeot | Poročilo |
| 1908   | Copa de Catalunya              | Giosué Giuppone           | Lion-Peugeot | Poročilo |
| 1909   | Corsa delle Vetturette Madonie | Jules Goux                | Lion-Peugeot | Poročilo |
| 1909   | Copa de Catalunya              | Jules Goux                | Lion-Peugeot | Poročilo |
| 1909   | Coupe des Voiturettes Torino   | Giosué Giuppone           | Lion-Peugeot | Poročilo |
| 1909   | Coupe de Normandie             | Georges Boillot           | Lion-Peugeot | Poročilo |
| 1909   | Coupe d´Ostende                | Giosué Giuppone           | Lion-Peugeot | Poročilo |
| 1910   | Targa Florio                   | Georges Boillot           | Lion-Peugeot | Poročilo |
| 1910   | Copa de Catalunya              | Jules Goux                | Lion-Peugeot | Poročilo |
| 1910   | Coupe de Normandie             | Jules Goux                | Lion-Peugeot | Poročilo |
| 1911   | Coupe Williame                 | Georges Boillot           | Lion-Peugeot | Poročilo |
| 1911   | Coupe d´Ostende                | Jules Goux                | Lion-Peugeot | Poročilo |
| 1912   | Velika nagrada Francije        | Georges Boillot           | Peugeot L-76 | Poročilo |
| 1912   | Grand Prix de l´ACF            | Jules Goux                | Peugeot L-76 | Poročilo |
| 1913   | Velika nagrada Provanse        | Georges Boillot           | Peugeot EX3  | Poročilo |
| 1913   | Velika nagrada Francije        | Georges Boillot           | Peugeot EX3  | Poročilo |
| 1913   | Coupe des Voiturettes          | Georges Boillot           | Peugeot EX3  | Poročilo |
| 1914   | Susa-Montecenisio              | Ferdinando Minoia         | Peugeot EX3  | Poročilo |
| 1915   | Velika nagrada ZDA             | Dario Resta               | Peugeot EX3  | Poročilo |
| 1922   | Coppa Florio                   | André Boillot             | Peugeot 174S | Poročilo |
| 1925   | Velika nagrada Francije GT     | André Boillot             | Peugeot 18CV | Poročilo |
| 1926   | 24 ur Spaja                    | André Boillot Louis Rigal | Peugeot 174S | Poročilo |